# Шварценбах (Верхний Пфальц)
Шварценбах (нем. Schwarzenbach) — община в Германии, в земле Бавария. 
Подчиняется административному округу Верхний Пфальц. Входит в состав района Нойштадт-ан-дер-Вальднаб. Подчиняется административному сообществу Прессат. Население составляет 1176 человек (на 31 декабря 2010 года). Занимает площадь 11,90 км².

## Население
По оценке на 31 декабря 2015 года население общины Шварценбах составляет 1170 чел. 

| Дата      | 1840 | 1871 | 1900 | 1925 | 1939 | 1950 | 1961 | 1970 | 1987 | 2011 |
| --------- | ---- | ---- | ---- | ---- | ---- | ---- | ---- | ---- | ---- | ---- |
| Население | 206  | 301  | 240  | 270  | 319  | 455  | 476  | 597  | 819  | 1211 |

| Год       | 1960 | 1970 | 1980 | 1990 | 2000 | 2009 | 2010 | 2011 | 2012 | 2013 | 2014 | 2015 |
| --------- | ---- | ---- | ---- | ---- | ---- | ---- | ---- | ---- | ---- | ---- | ---- | ---- |
| Население | 468  | 618  | 792  | 940  | 1058 | 1163 | 1176 | 1205 | 1194 | 1179 | 1182 | 1170 |